# Akhaura
Akhaura è un sottodistretto (upazila) del Bangladesh situato nel distretto di Brahmanbaria, divisione di Chittagong. Si estende su una superficie di 99,28 km² e conta una popolazione di 112.982 abitanti (dato censimento 1991).